# Tečići
Tečići su naseljeno mjesto u općini Foči, Republika Srpska, BiH. Nalaze se na sjevernoj obali Drine, nedaleko od ušća Sutjeske u Drinu kod Bastasa. Sjeveroistočni kraj naselja zatvara rječica Šipčanica.

## Stanovništvo
| Narod     | Popis 1961. | Popis 1971. | Popis 1981. | Popis 1991. |
| --------- | ----------- | ----------- | ----------- | ----------- |
| Hrvati    |             |             |             |             |
| Muslimani | 210         | 231         | 153         | 79          |
| Srbi      | 7           | 1           |             |             |
| ostali    | 10          |             |             |             |
| Ukupno    | 227         | 232         | 153         | 79          |